# Xã Comfort, Quận Kanabec, Minnesota
Xã Comfort (tiếng Anh: Comfort Township) là một xã thuộc quận Kanabec, tiểu bang Minnesota, Hoa Kỳ. Năm 2010, dân số của xã này là 1.078 người.